# Abrostola mediata
Abrostola mediata là một loài bướm đêm trong họ Noctuidae.